# Friedrich Mommsen

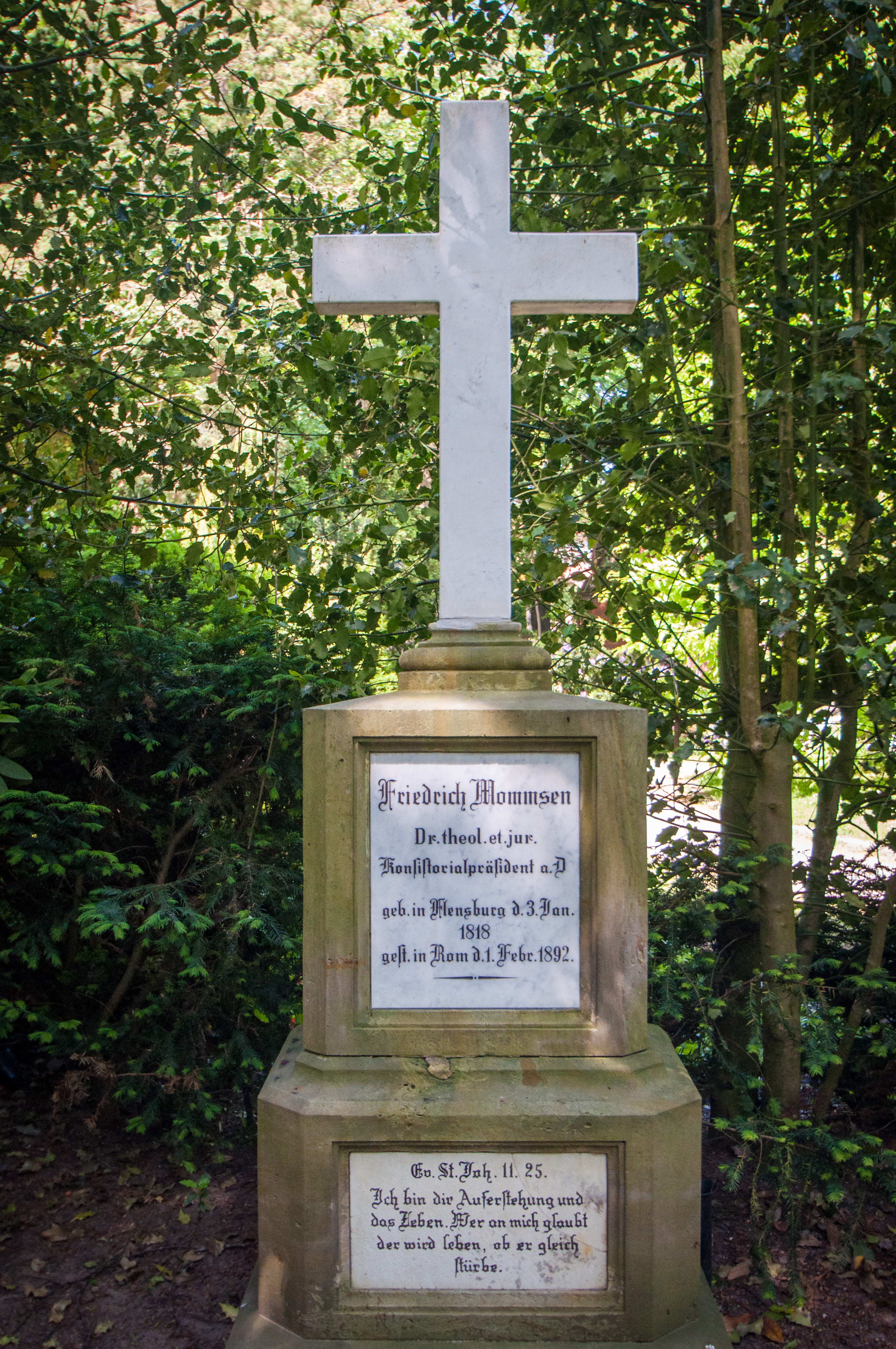
Grabstätte Friedrich Mommsens auf dem Südfriedhof in Kiel

Friedrich Mommsen (* 3. Januar 1818 in Flensburg; † 1. Februar 1892 in Rom) war ein deutscher Rechtswissenschaftler und Präsident des Landeskonsistoriums in Kiel.

## Leben
Friedrich Mommsen war der Sohn des Kaufmanns Fedder Mommsen aus Flensburg. Er studierte Rechtswissenschaften in Kiel, Berlin und München. In Kiel war er Mitglied des Corps Holsatia. Nach dem Staatsexamen (1841) wurde er Rat am Obergericht Gottorf.
In der Schleswig-Holsteinischen Erhebung gehörte er zu den führenden Akteuren. Bei der Wahl zur konstituierenden Schleswig-Holsteinischen Landesversammlung blieb seine Kandidatur im 2. schleswigschen Wahlbezirk (Schleswig) erfolglos, er wurde jedoch im 12. schleswigschen Wahlbezirk (Grevenstein) gewählt. Aufgrund des „Gesetzes vom 16. Oktober 1848 betreffs der Einrichtung von Ministerien“ wurde er noch unter der Provisorischen Regierung interimistischer Chef des Justizdepartements. Diese Funktion behielt er auch unter der Gemeinsamen Regierung und schied zum 26. April 1849 aus dem Amt aus. Bei den ersten regulären Wahlen zur Schleswig-Holsteinischen Landesversammlung im Sommer 1850 wurde er erneut in die Kammer gewählt und gehörte dort als Vizepräsident dem Präsidium an. Als Rat am Schleswiger Obergericht war er explizit von der Amnestie 1851 ausgenommen und musste nach dem Ende der Erhebung Schleswig-Holstein verlassen.
1852 an der Georg-August-Universität Göttingen zum Dr. iur. promoviert, wurde er ein Jahr später Privatdozent und 1859 o. Professor der Rechtswissenschaft. 1864 wurde Mommsen als Rat an das Appellationsgericht in Schleswig berufen. 1867 wechselte er an das Preußische Obertribunal in Berlin.
Von 1868 bis 1891 stand er Konsistorialpräsident an der Spitze der schleswig-holsteinischen Landeskirche. 1879 war er Kurator der Universität Kiel. Seit 1884 gehörte Mommsen auch dem Preußischen Staatsrat an.

## Auszeichnungen
- Dr. theol. h. c. (Universität Kiel, 1876)
- 1908 benannte die Stadt Flensburg die Mommsenstraße nach Friedrich Mommsen.[2]